# Gaine épithéliale de Hertwig

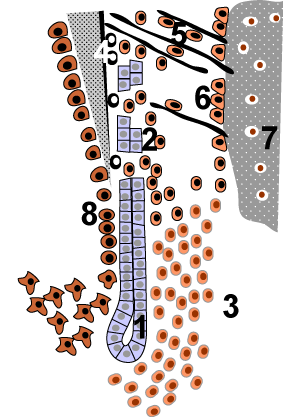
(1) GEH, (2) restes cellulaires épitheliaux de Malassez, (3) follicule dentaire, (4) céementoblastes, (5) ligament alvéolo-dentaire, (6) cellules alveolaires, (7) os, (8) odontoblastes.

La gaine épithéliale de Hertwig (GEH)  ou gaine épithéliale de la racine est une prolifération des cellules épithéliales situées sur l'anse cervicale de l'organe de l'émail d'une dent en développement. Cette gaine initie la formation de la dentine dans la racine en provoquant la différenciation des odontoblastes de la papille dentaire. La gaine épithéliale finit par se désintègrer et les morceaux résiduels qui ne disparaissent pas totalement sont appelés cellules de Malassez ou restes de Malassez.

## Évolution de la GEH
La gaine épithéliale a été découverte par Oscar Hertwig en 1847 chez un amphibien. Alors que chez les mammifères cette gaine a plutôt une structure transitoire, chez les amphibiens elle est plus ou moins permanente et ne se fenêtre pas. Chez les vertébrés, on distingue trois types de développement.
La gaine de Hertwig dérive des épithéliums adamantins interne et externe de l'organe de l'émail. La gaine est à l'origine des racines multiples (croissance interne) et des canaux latéraux (rupture de l'épithélium).
1. Chez les téléostéens et les chondrichtyens, il n'y a pas vraiment de GEH et le développement des dents se limite au développement de la couronne. Un joint rigide se forme entre la dent et l'os à l'extrémité apicale de la dent où l'épithélium reste ouvert.
2. Chez les amphibiens et les reptiles non crocodiliens, une gaine épithéliale continue se forme sans fragmentation de l'épithélium. Une fois de plus une connexion assez rigide entre l'os et la dent est formée à l'extrémité apicale de la dent où l'épithélium est absent.
3. Chez les crocodiles et les mammifères, La GERH a une structure transitoire et se fragmente pour former les cellules épithéliales de Malassez. Grâce à des lacunes, des éléments de l'épithélium  du ligament alvéolo-dentaire peuvent migrer et former une liaison souple entre l'os et la racine.